# Coryanthes pacaraimensis
Coryanthes pacaraimensis är en orkidéart som beskrevs av Marcos Antonio Campacci och J.B.F.Silva. Coryanthes pacaraimensis ingår i släktet Coryanthes, och familjen orkidéer. Inga underarter finns listade i Catalogue of Life.